# Каргалинский гидроузел

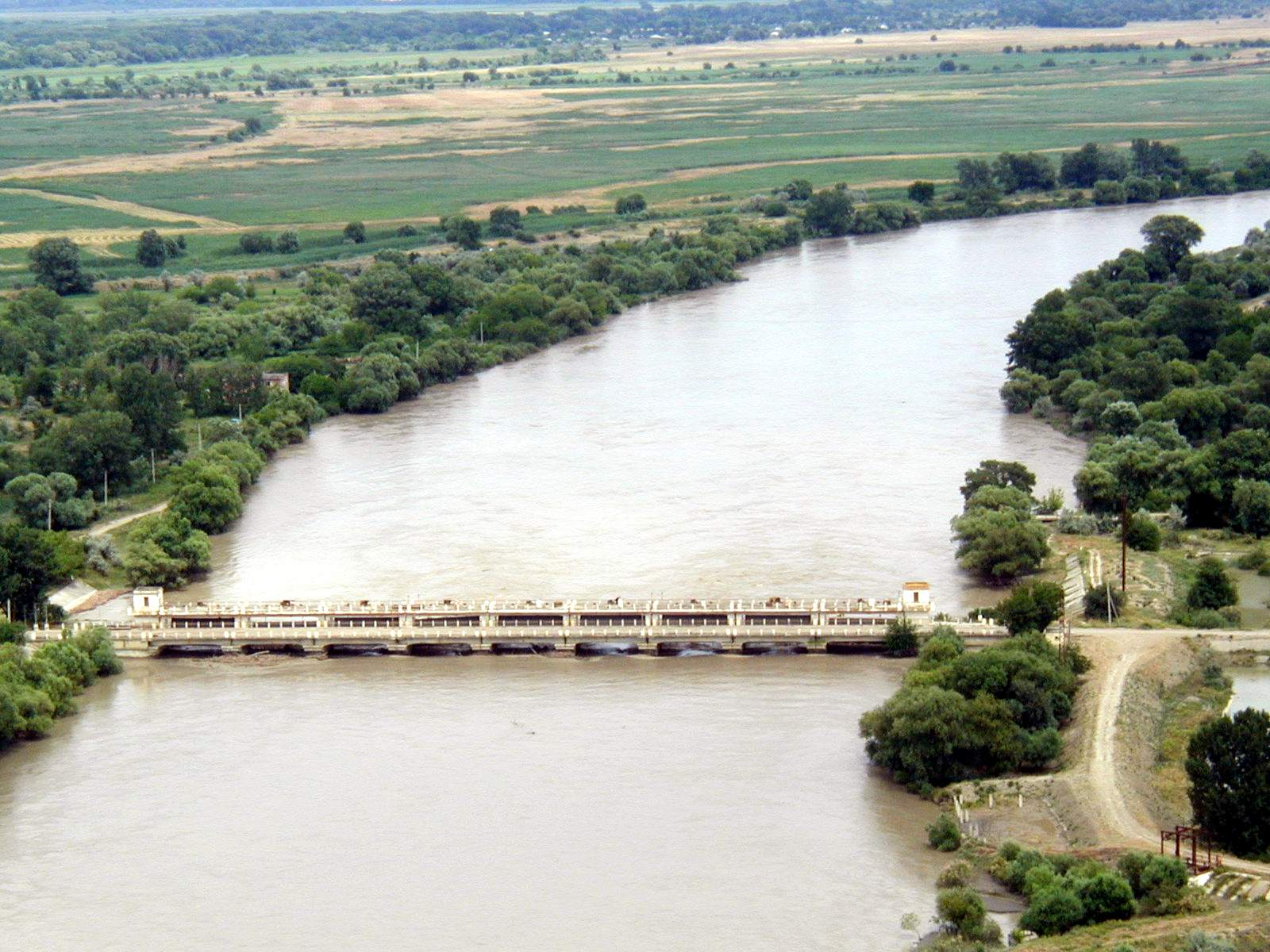

Каргалинский гидроузел — гидроузел на реке Терек в 105 километра от устья. Расположен на стыке границ Кизлярского, Бабаюртовского районов Дагестана и Шелковского района Чечни (граница проходит по середине канала Дельтовый. Обслуживается Кизлярским УОСом.

## Технические характеристики
Гидроузел создан для подачи воды в каналы Старотеречной дельтовой системы: Дельтовый (водозабор до 210 м³/с), Сулу-Чубутла (водозабор до 25 м³/с) и Новотеречный (водозабор до 15 м³/с). Суммарный проектный водозабор составляет 240 м³/с. Каналы действуют в вегетационный период с апреля по начало ноября.
Гидроузел состоит из двух плотин:
- на основном русле реки Терек — щитовая низконапорная железобетонная плотина, длина — 150 м, оснащена 9 шандорами-затворами, создающими подпор в верхнем бьефе гидроузла. Рассчитана на пропуск до 2460 м³/с воды.
- в голове канала Дельтового (вершина рукава Старый Терек) — железобетонная распределительная плотина, длина — 60 м, оснащена 12 водосбросными затворами (2 на Суллу-Чубутлу, 1 на Новотеречный и 9 на Дельтовый).

## История строительства и эксплуатации
Территория старой дельты Терека с давних пор является одним из центров поливного земледелия. Водой этот район обеспечивался благодаря многочисленным рукавам и старицам реки: Суллу-Чубутла, Средняя, Таловка, Куру-Терек, Старый Терек, Кардонка и др.
В 1914 году в результате катастрофического паводка прошедшего по р. Терек, оказались прорваны правобережные оградительные валы в районе станицы Каргалинская. Образовался новый рукав, так называемое русло Каргалинского прорыва или Каргалинка, в настоящее время получивший наименование Новый Терек. Со временем большая часть воды стала проходить по новому руслу, а старое в результате заиления и поднятия дна стало отмирать.
В 1939 году, для обеспечения водой колхозов и совхозов расположенных в Кизлярском районе был сооружен первый гидроузел — Каргалинский шлюз. Старые русла Терека — Суллу-Чубутла и Старый Терек были превращены в каналы соответственно Суллу-Чубутла и Дельтовый. Но со временем гидроузел стал не удовлетворять возросшее водопотребление. И в 1956 году был сооружен современный гидроузел.
Гидроузел обеспечивал поливной водой 4 района: Кизлярский, Тарумовский, Ногайский и Шелковской районы. В 80-е годы суммарный водозабор из реки Терек в отдельные месяцы достигал 200 м³/с. В настоящее время в связи с развалом производства и сельского хозяйства водозабор едва достигает 120 м³/с.
Так же со временем в районе гидроузла был построен Терский рыбзавод.

## Современное состояние
Развал хозяйства и производства в начале 90-х годов, а также война в Чечне отложили негативный отпечаток на работе гидроузла. В течение последних 20 лет на гидроузле не проводились ремонтно-профилактические работы, каналы оказались заилены и не способны пропустить через себя весь объём воды. Также в результате боевых действий в Чеченской Республике гидроузел и хозяйственные постройки (располагались на территории Чечни) оказались частично повреждены либо разрушены. Перестал функционировать Терский рыбзавод, который обслуживался рабочими из станицы Каргалинская, как и гидроузел.
В 2010 году проведена реконструкция и капитальный ремонт плотин гидроузла — заменены шандоры и затворы, моторы на подъемных механизмах, выстроена новая база для работников, обслуживающих гидроузел.